# Кристо Белев
Кри́стьо Бе́лев (болг. Кръстьо Белев, *5 травня 1908, Ґорно-Броді, Греція — †25 січня 1978, Софія) — функціонер Болгарської комуністичної партії (БКП), радянський розвідник, політв'язень у міжвоєнній Болгарії. Прихильник ідей Комінтерну, зокрема лівої концепції «македонізму». Болгарський письменник лівого спрямування. 

## Біографія
Батьки - емігранти з Македонії, територія якої 1913 року увійшла до складу Греції. Навчався у м. Хасково та Пловдив. Працював на тютюнових плантаціях. З юнацьких років помічений у лівацькому революційному русі, що стало причиною арешту та смертного вироку (1926), який замінений на 15 років тюрми тому що він неповнолітній. У 1932 році був звільнений з ув'язнення. Емігрує до Нідерландів, де продовжує комуністичну діяльність, очевидно завербований спецслужбами сталінського СРСР. У 1933-1934 роках виконував завдання радянської військової розвідки у Відні та Парижі. Отримує завдання від Комінтерну. Повертається до Болгарії, виконує завдання в Румунії, де був заарештований і повернувся до Болгарії, де перебуває у в'язниці (1934-1936). Продовжує активну шпигунську діяльність. Кілька разів арештований, засуджений за шпигунство на користь іноземної держави (1943).
Після 9-вересневого перевороту (1944) жив у Софії. Головний інспектор Міністерства інформації та мистецтв, військовий кореспондент. Він написав численні оповідання, статті, подорожі, романи, такі як «Гора, гора Пірін» та інші, які мають македоністичний фокус Помер 25 січня 1978 року.

## Творчість
Перші оповідання увійшли до збірки «Поєдинок» (1931). У романах «Прорив» (1937), «Мир» (1939) пропагував комуністичні ідеї, сталінізм. Також є автором роману «Дівчина з заводу» (1952).
У старшому віці пише відверто кон'юнктурні пропагандистські твори, зокрема й про міжнародного терориста В. Ульянова (кримінальне прізвисько Лєнін). 

## Переклади українською
- Белев, Кристо. Полум'я свободи:(З поеми про Леніна)/З болг. пер. Дмитро Білоус//1970. - Ж.Всесвіт. - Ч.4.